# Tricyphona (Tricyphona) pumila
Tricyphona (Tricyphona) pumila is een tweevleugelige uit de familie Pediciidae. De soort komt voor in het Nearctisch gebied.